# 나 홀로 집에 4
《나 홀로 집에 4》(Home Alone 4: Taking Back the House)는 미국 가족/크리스마스를 위한 2002년 텔레비전 영화 작품으로, 로드 다니엘이 감독하였다. 나 홀로 집에 시리즈의 4번째 편이다.

## 줄거리
이혼을 앞둔 케빈의 아버지 피터는 부유한 여자친구 나탈리와 함께 크리스마스에 왕족을 초대하고 케빈을 포함한 자녀들을 파티에 초대한다. 처음에는 거절했던 케빈은 형에게 괴롭힘을 당한 후 파티에 참석하기로 하고, 호화로운 저택의 생활을 즐긴다. 어느 날, 케빈은 예전의 숙적인 마브와 그의 아내 베라가 저택을 염탐하는 것을 발견한다. 케빈은 저택에 물을 뿌려 이들을 쫓아내지만, 피터와 나탈리는 케빈의 말을 믿지 않는다. 케빈은 저택의 집사 프레스콧이 마브와 베라의 공범이라고 의심하게 되고, 왕족을 납치하려는 마브와 베라의 계획을 알게 된다.
케빈은 집사 프레스콧을 냉동고에 가두고 마브와 베라를 집 밖으로 쫓아낸다. 하지만 왕족의 방문이 취소되자 피터와 나탈리는 약혼을 발표한다. 마브와 베라는 다시 저택에 침입해 케빈을 쫓다가 파티를 엉망으로 만들고, 이에 화가 난 피터는 케빈을 방에 가둔다. 케빈은 스스로 마브와 베라를 잡기 위해 여러 함정을 설치한다. 다음 날 아침, 피터와 나탈리가 왕족을 데리러 간 사이, 마브와 베라는 저택에 침입한다. 케빈은 프레스콧을 지하실에 가두지만, 마브와 베라의 진짜 공범이 하녀 몰리라는 사실을 알게 된다. 몰리는 마브의 어머니였다.
케빈은 지하실에 갇히지만 간신히 탈출하고, 집안 곳곳에서 마브, 베라와 추격전을 벌이며 함정을 작동시킨다. 한편 피터는 집에서 뭔가 잘못되었다는 것을 직감하고 택시를 타고 저택으로 돌아오고, 케이트와 케빈의 형, 누나도 집으로 향한다. 케빈은 마브와 베라 사이를 이간질시키고, 리모컨 비행기로 마브를 공격해 계단에서 굴러떨어지게 만든다. 결국 마브와 베라는 샹들리에에 부딪혀 기절한다. 몰리는 도망치려 하지만 프레스콧에게 제압당하고, 프레스콧은 경찰에 신고한다.
피터와 케이트, 그리고 자녀들이 도착하고, 케빈은 이들의 도움으로 마브와 베라의 마지막 도주 시도를 막는다. 왕족과 나탈리가 도착하면서 납치 계획이 발각되고, 충격을 받은 나탈리는 모든 사실을 알게 된다. 피터는 나탈리와 헤어지고 케이트와 재결합한다. 왕족은 케빈의 활약에 감사하며 케빈 가족과 크리스마스를 함께 보내고, 나탈리는 홀로 남겨진다.

## 출연
- 마이크 와인버그 - 케빈 매캘리스터
- 프렌치 스튜어트 - 마브 머친스
- 미시 파일 - 베라 머친스
- 바버라 배브콕 - 몰리
- 에릭 아바리 - 프레스콧
- 제이슨 베게 - 피터 매캘리스터
- 조애나 고잉 - 내털리 캘밴
- 클레어 케리 - 케이트 매캘리스터
- 기디언 제이컵스 - 버즈 매캘리스터
- 첼시 루소 - 메건 매캘리스터
- 리사 킹 - 왕비
- 크레이그 겔든하이스 - 왕자
- 안드레이 루스먼 - 왕

## 같이 보기
- 크리스마스 영화 목록